# 珍田捨巳

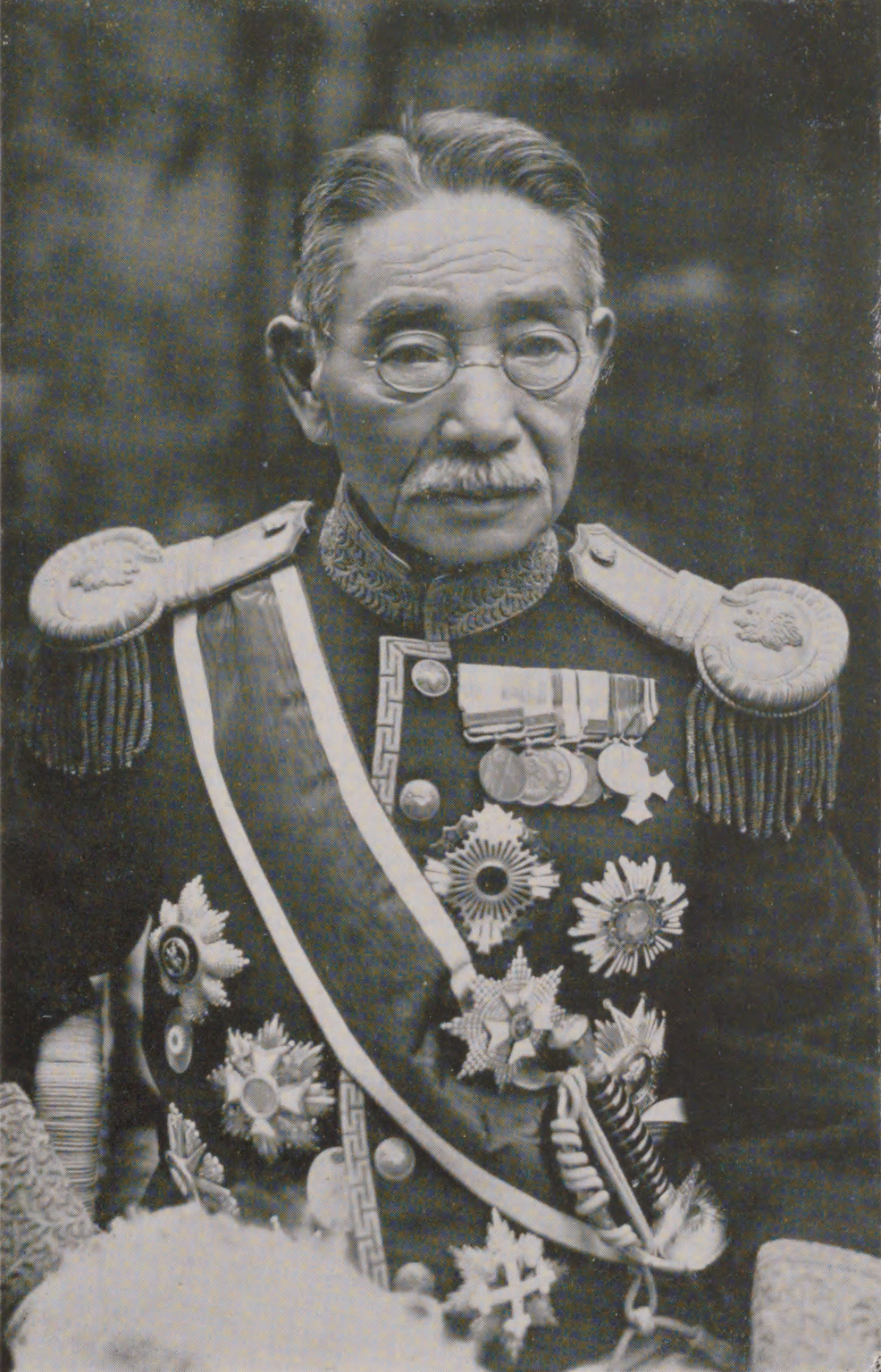
旭日桐花大綬章ほか多数の勲章を佩用した珍田捨巳（1920年代）

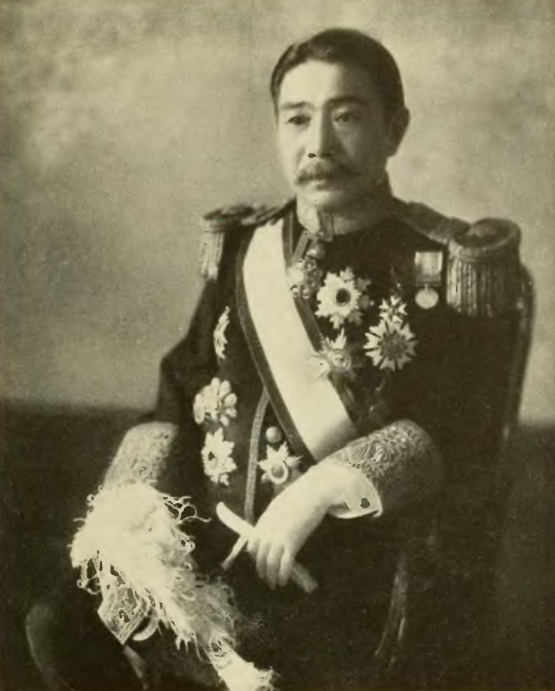
珍田捨巳

珍田 捨巳（ちんだ すてみ、1857年1月19日（安政3年12月24日） - 1929年（昭和4年）1月16日）は、日本の外交官。侍従長・枢密顧問官・外務次官。位階・勲等・爵位は従一位勲一等伯爵。キリスト教牧師（メソジスト派）。

## 生涯
弘前藩の下級藩士・珍田有孚の長男として、現在の青森県弘前市で生まれる。藩校の稽古館を経て、東奥義塾に学び、本多庸一の薫陶を受けて学び卒業。本多庸一校長の下で1874年（明治7年）東奥義塾の職員になる。1877年（明治10年）勇躍渡米しインディアナ・アスベリー大学で4年間学び、25歳のときに帰国した。当時、アメリカ事情と語学への通暁者は貴重な存在だった。1886年（明治19年）メソジストの弘前教会（現在の日本基督教団弘前教会教会堂）の副牧師になった。
帰国翌年の1882年（明治15年）に元弘前藩家老である山中逸郎の娘・いわと結婚。妻の甥は外交官・山中千之で、珍田の長女・さだはこの山中に嫁いだ。妻の兄・佐藤愛麿も外交官である。1885年（明治18年）に知遇を得ていた大隈重信の推挙で外務省に入り、イギリス・大韓帝国・清・オランダで書記官・領事・総領事を歴任した。
1890年（明治23年）、在サンフランシスコ日本領事に就任。日系人排斥運動がアメリカに起こるであろうことを早くから予想し、賭博場や売春宿などの問題を指摘、日本本国に報告するなどして移民制限を促した。また、現地での排日の動きには抗議を行っている。1901年（明治34年）11月27日には外務総務長官となり、1903年（明治36年）12月5日から1906年（明治39年）6月6日までは総務長官から改称された初代の外務次官を務めている。日露戦争後の講和条約締結交渉で、外務大臣の小村壽太郎はロシアとの交渉に手古摺っていたが、珍田は桂太郎の補佐をしながら小村に適切な訓令・資料を送り、交渉を支えた。その功績が認められ1907年（明治40年）に男爵となった。
同年の日米紳士協約成立にも関与している。1913年（大正2年）のカリフォルニア州外国人土地法論議の際には、ウッドロウ・ウィルソン米大統領に法案通過阻止を陳情するなど尽力している。また、現地で日本人会を組織しコミュニティーの形成にも寄与した。その後、ブラジル公使やオランダ、ロシア公使、ドイツ大使を務め、1911年（明治44年）からは駐米特命全権大使となり、子爵へ陞爵。1912年（明治45年）3月には東京市（現在の東京都区部）から桜の苗木が送られ、植樹式では珍田の夫人とウィリアム・タフト米大統領夫人がポトマック川畔に植樹を行っている。なお、これを記念して毎年全米桜祭りが行われている。
第一次世界大戦では連合国との協議に深く関与し、1919年（大正8年）のパリ講和会議には駐英大使として全権委員の一人となった。その功で伯爵に陞爵した。この年、外務省を退官し10月22日には枢密顧問官となっている。
1921年（大正10年）の皇太子裕仁親王の欧州訪問に際しては、宮内大臣の牧野伸顕が「霞ヶ関で一番の切れ者」との評価を得ていた珍田に訪欧供奉長の重責を任せる決定をした。
訪欧後はその流れで宮中に入り、東宮大夫などの立場で皇太子の指導教育に携わった。昭和天皇は幼少期から少年期に足立たか（クエーカー派クリスチャン、後に鈴木貫太郎の後妻）、少年期から皇太子期に山本信次郎（カトリック、海軍少将、訪欧供奉員、別名「軍服を着た修道士」）、そして、皇太子期終盤から天皇即位後にかけて珍田（メソジスト派牧師）というように全く切れ目なくクリスチャンによる教育を受けたことになる。
訪欧から5年後の1926年（大正15年）12月25日に大正天皇の崩御に伴い、摂政宮・皇太子裕仁親王が天皇に即位したときに、珍田は皇后宮大夫として皇后（香淳皇后）に仕えたが、3か月後の3月3日に侍従長に就任した。即位の大礼を経て、1929年（昭和4年）1月16日、在任中のまま脳出血で薨去。満73歳没。墓所は青山霊園(1ロ8-1)。
母校の東奥義塾でチャプレン（牧師）を務めた経歴もあり、メソジスト派の牧師という肩書きもあった。

## 栄典
位階

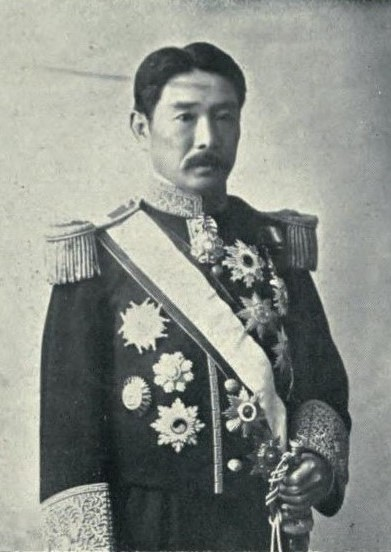
ベルリン公使時代

- 1886年（明治19年）11月27日 - 従七位[5][6]
- 1891年（明治24年）12月21日 - 従六位[5][7]
- 1895年（明治28年）9月20日 - 正六位[5][8]
- 1897年（明治30年）8月20日 - 正五位[5][9]
- 1901年（明治34年）1月31日 - 従四位[5][10]
- 1906年（明治39年）3月20日 - 正四位[5][11]
- 1909年（明治42年）4月30日 - 従三位[5][12]
- 1914年（大正3年）5月11日 - 正三位[5][13]
- 1921年（大正10年）5月30日 - 従二位[5][14]
- 1928年（昭和3年）6月1日 - 正二位[5][15]
- 1929年（昭和4年）1月16日 - 従一位[5][16]

爵位
- 1907年（明治40年）9月21日 - 男爵[5][17]
- 1911年（明治44年）8月24日 - 子爵[5][18]
- 1920年（大正9年）9月7日 - 伯爵[5][19]

勲章等
| 受章年                     | 略綬 | 勲章名                       | 備考 |
| -------------------------- | ---- | ---------------------------- | ---- |
| 1895年（明治28年）10月31日 |      | 勲五等瑞宝章                 |      |
| 1898年（明治31年）6月28日  |      | 勲四等瑞宝章                 |      |
| 1902年（明治35年）3月5日   |      | 勲三等旭日中綬章             |      |
| 1906年（明治39年）4月1日   |      | 勲一等瑞宝章                 |      |
| 1906年（明治39年）4月1日   |      | 明治三十七八年従軍記章       |      |
| 1907年（明治40年）9月14日  |      | 旭日大綬章                   |      |
| 1912年（大正元年）8月1日   |      | 韓国併合記念章               |      |
| 1915年（大正4年）11月10日  |      | 大礼記念章（大正）           |      |
| 1920年（大正9年）9月7日    |      | 旭日桐花大綬章               |      |
| 1920年（大正9年）9月7日    |      | 大正三年乃至九年戦役従軍記章 |      |
| 1921年（大正10年）10月5日  |      | 金杯一組                     |      |
| 1922年（大正11年）9月25日  |      | 金杯一組                     |      |
| 1925年（大正14年）1月14日  |      | 御紋付銀杯                   |      |
| 1928年（昭和3年）12月29日  |      | 金杯一組                     |      |
| 1929年（昭和4年）1月16日   |      | 帝都復興記念章               |      |

外国勲章佩用允許
| 受章年                     | 国籍             | 略綬 | 勲章名                                         | 備考 |
| -------------------------- | ---------------- | ---- | ---------------------------------------------- | ---- |
| 1890年（明治23年）3月5日   | ハワイ王国       |      | クラウンオフハワイ勲章ナイトコンマンドル       |      |
| 1901年（明治34年）12月5日  | オランダ王国     |      | オランイエナソサイ勲章リフデルグロイトクロイス |      |
| 1902年（明治35年）3月4日   | スウェーデン王国 |      | 北極星第一等勲章                               |      |
| 1902年（明治35年）4月18日  | ロシア帝国       |      | 神聖スタニスラス第一等勲章                     |      |
| 1904年（明治37年）11月23日 | 大韓帝国         |      | 勲一等太極大綬章                               |      |
| 1904年（明治37年）12月27日 | 大清帝国         |      | 頭等第三双竜宝星                               |      |
| 1906年（明治39年）6月22日  | ローマ教皇庁     |      | ピーヌーフ第二等勲章                           |      |
| 1907年（明治40年）2月1日   | シャム王国       |      | 王冠第一等勲章                                 |      |
| 1907年（明治40年）12月5日  | フランス共和国   |      | レジオンドヌール勲章グラントフィシエ           |      |
| 1908年（明治41年）4月29日  | ロシア帝国       |      | 白鷲勲章                                       |      |
| 1910年（明治43年）1月14日  | ロシア帝国       |      | 赤十字有功章                                   |      |
| 1912年（明治45年）1月19日  | プロイセン王国   |      | 赤鷲大綬章                                     |      |
| 1919年（大正8年）3月20日   | イギリス帝国     |      | ヴィクトリア第一等勲章                         |      |
| 1921年（大正10年）9月10日  | イギリス帝国     |      | ブリティッシュエンパイア勲章グランドクロス     |      |
| 1921年（大正10年）9月10日  | フランス共和国   |      | レジオンドヌール勲章グランクロワ               |      |
| 1921年（大正10年）9月10日  | ベルギー王国     |      | レオポール第二世勲章グランクロワ               |      |
| 1921年（大正10年）9月10日  | オランダ王国     |      | レオンネーランディー勲章グランクロワ           |      |
| 1921年（大正10年）9月10日  | イタリア王国     |      | サンモーリスエラザル勲章グランクロワ           |      |
| 1921年（大正10年）9月10日  | ローマ教皇庁     |      | ピーヌーフ勲章グランクロワ                     |      |

## 家族
- 父：珍田有孚（弘前藩士）
- 母：幾子（神熊吉の娘）
- 妻：岩（家老・山中逸郎の娘、外交官・佐藤愛麿の妹）[35]
  - 長女：さだ（山中千之夫人、千之の娘婿は貴族院議員 竹越與三郎の息子、千之の親戚に弘前市市長 岩淵勉。
  - 長男：珍田千束（伯爵、のち分家）
  - 次男：珍田垂穂
  - 三男：珍田秀穂（兄・千束の養子となり、伯爵を襲爵）

## 評伝
- 『伯爵珍田捨己伝』菊池武徳主編、共盟閣、1938年
  - 復刻「日本外交史人物叢書　第7巻」ゆまに書房、2002年
- 外崎克久『ポトマックの桜　津軽の外交官珍田夫妻物語』サイマル出版会、1994年